# Łupstych
Łupstych (Duits: Abstich) is een plaats in het Poolse district  Olsztyński, woiwodschap Ermland-Mazurië. De plaats maakt deel uit van de gemeente Gietrzwałd en telt 640 inwoners.